# Alara
  Alara    (segle IX aC - 765 aC) va ser un rei de Cuix, que en general és considerat com el fundador de la dinastia reial Napatan pels seus successors kushites de la 25a dinastia i va ser el primer príncep de Kush registrat. Va unificar tota l'Alta Núbia des de Mèroe fins a la Tercera Cataracta i possiblement està testimoniada al Temple d'Amon a Kawa. Alara també va establir Napata com la capital religiosa de Kush. El mateix Alara no va ser un rei kushita de la 25a dinastia, ja que mai va controlar cap regió d'Egipte durant el seu regnat en comparació amb els seus dos successors immediats: Kashta i Piye respectivament. La literatura nubia li atribueix un regnat substancial ja que els futurs reis nubians van demanar que poguessin gaudir d'un regnat tan llarg com el d'Alara. La seva memòria també va ser fonamental per al mite de l'origen del regne kushita, que es va embellir amb nous elements al llarg del temps. Alara va ser una figura profundament venerada en la cultura nubia i el primer rei kushita, el nom del qual es reduïa als estudiosos.